# Godella
Godella é um município da Espanha na província de Valência, Comunidade Valenciana. Tem 8,4 km² de área e em 2021 tinha 13 027 habitantes (densidade: 1 550,8 hab./km²).

## Demografia
| Variação demográfica do município entre 1991 e 2004 | Variação demográfica do município entre 1991 e 2004 | Variação demográfica do município entre 1991 e 2004 | Variação demográfica do município entre 1991 e 2004 |
| --------------------------------------------------- | --------------------------------------------------- | --------------------------------------------------- | --------------------------------------------------- |
| 1991                                                | 1996                                                | 2001                                                | 2004                                                |
| 9587                                                | 10408                                               | 11080                                               | 11914                                               |